# Bill Wynne
William Anthony Wynne (29. března 1922 – 19. dubna 2021) byl americký spisovatel, fotograf, oceněný fotoreportér a komunitní advokát. Byl také znám jako vyznamenaný veterán, který vlastnil a trénoval během druhé světové války psa Smokyho.

## Mládí
Wynne se narodil v Scrantonu v Pensylvánii v březnu 1922 Martinovi A. a Beatrice Caffrey Wynneovým. Vyrůstal v Clevelandu ve státě Ohio poté, co se tam přestěhoval ještě jako dítě.
Navštěvoval střední školu West Technical High School v Clevelandu, poté vystudoval technickou školu Photo Lab Technician School USAAF na Lowry Field a poté školu letecké fotografie v Colorado Springs v Coloradu.

## Vojenská služba
Wynne sloužil ve druhé světové válce a narukoval 12. ledna 1943. Byl propuštěn 27. listopadu 1945. Během této doby působil 24 měsíců v jihozápadním Pacifiku a na Dálném východě u 26. Photo Recon Squadron a 6. Photo Recon Group a na Nové Guineji, ostrově Biak, Luzonu, Okinawě a Koreji. 
Jako letecký fotograf se zúčastnil třinácti bojových misí v období od září do prosince 1944 se 3. záchrannou eskadrou záchranné služby z ostrova Biak na Seram, Halmaheru, Sulawesi, Borneo a Mindanao.
Společně s 26. Photo Recon Squadron pracoval také jako laboratorní technik a jako instalatér fotografických kamer na průzkumných letounech F-5 Lightning (Photo Recon P-38s).

## Smoky

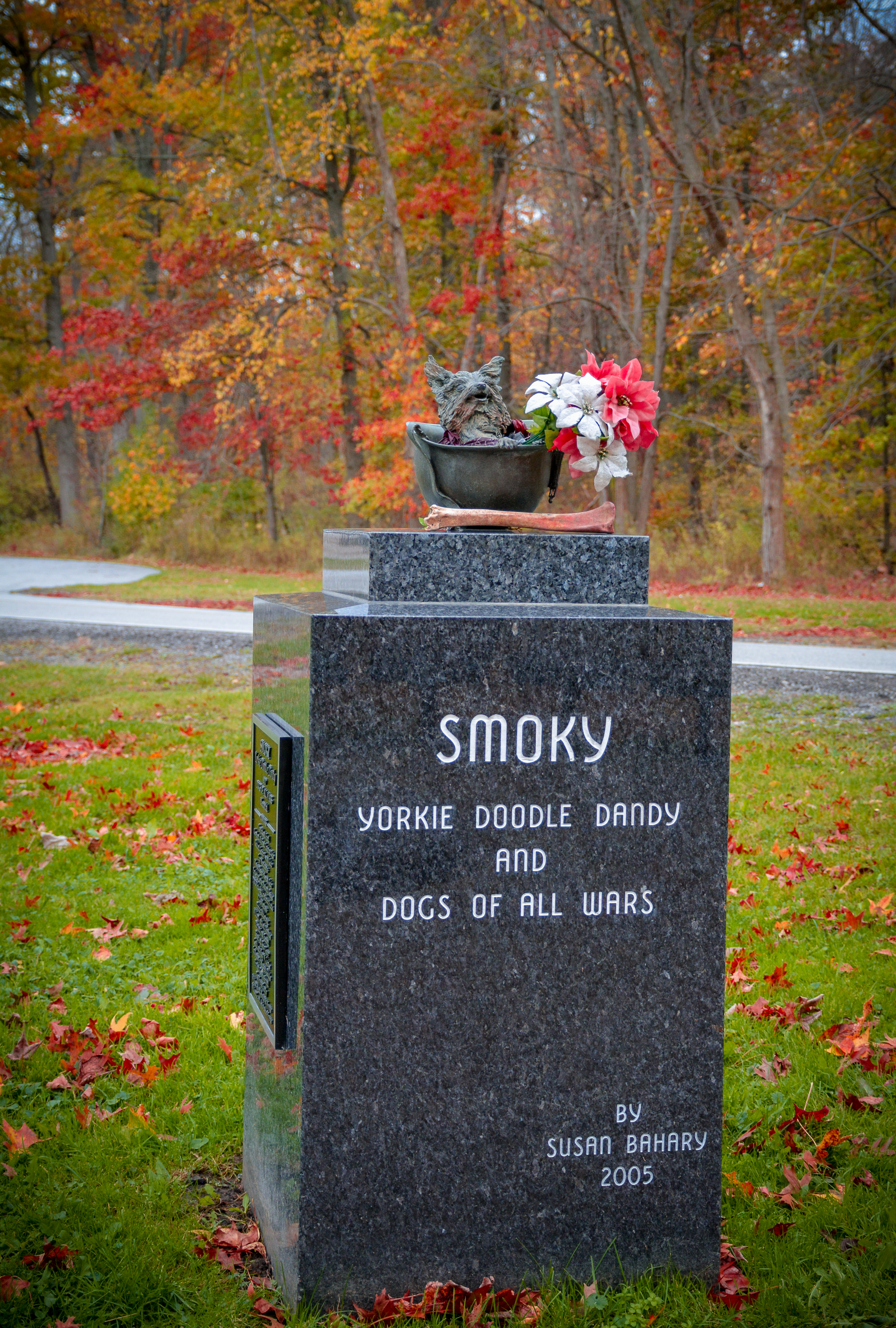
Pomníček pro Smokyho a další válečné psy

Když byl Wynne umístěn na ostrově Nová Guinea, koupil od kolegy vojáka Jorkšírského teriéra, kterému později dal jméno Smoky, za dvě australské libry.
Jejich společná dobrodružství sahala od létání v americkém létajícím člunu PBY Catalina až po asistenci technikům při zprovoznění komunikace na letecké základně v Lingayenském zálivu v Luzonu, kde Wynne nechala Smokyho tahat telegrafní drát připevněný k jeho obojku pod přistávací dráhou přes 70 stop (21 m)convert: bug propustek pouze 8 inches (200 mm) v průměru, místy snížený bahnem. Wynne a Smoky také bavili vojáky a raněné. Po válce přivedl Wynne Smokyho zpět do Spojených států. Po krátkém působení v Hollywoodu, měli své vlastní pořady na všech třech televizních kanálech, které v té době Cleveland měl.
„Desátník“ Smoky zahynul ve věku 14 let 20. února 1957.

## Osobní život
Wynne se oženil s Margaret Robertsovou 28. září 1946 a zůstali spolu více než 57 let až do její smrti v roce 2004. Spolu měli devět dětí.
William Anthony Wynne zemřel v Ohiu v dubnu 2021 ve věku 99 let.

## Ocenění
Za vojenskou službu získal Wynne dvě americké prezidentské citace a osm bitevních hvězd.
Dne 28. října 2009 byl Wynne uveden do síně slávy Ohio Press and Journalism Hall of Fame v Clevelandu ve státě Ohio.

## Publikace
- Yorkie Doodle Dandy - CO: Top Dog Enterprises, LLC, 1996.